# Acianthera discophylla
Acianthera heliconiscapa é  uma espécie de orquídea (Orchidaceae) originária do estado do Amazonas, no Brasil, e Venezuela, Bolívia, Equador e Peru, antigamente subordinada ao gênero Pleurothallis.

## Publicação e sinônimos
- Acianthera discophylla (Luer & Carnevali) Luer, Monogr. Syst. Bot. Missouri Bot. Gard. 95: 253 (2004).

Sinônimos homotípicos:
- Pleurothallis discophylla Luer & Carnevali, Novon 3: 158 (1993).